# Catalogue Ariola 00-10
Catalogue Ariola 00-10 è un album di raccolta del gruppo musicale giapponese Buck-Tick, pubblicato nel 2012.

## Tracce

### Disco 1
1. Glamorous
2. 21st Cherry Boy
3. Kyokutou Yori Ai wo Komete
4. Zangai
5. Gensou no Hana
6. Romance
7. Kagerou
8. Rendezvous
9. Alice in Wonder Underground
10. Heaven
11. Galaxy
12. Dokudanjou Beauty
13. Kuchizuke
14. Machine -Remodel-

### Disco 2 (Edizione limitata)
1. Shippuu no Blade Runner
2. Flame
3. Hamushi no Yō ni
4. Muma - The Nightmare
5. Snow White
6. Long Distance Call
7. Shanikusai -Carnival-
8. Gekka Reijin
9. Coyote
10. Baby, I Want You
11. Tenshi wa Dare da
12. Memento Mori
13. Rhapsody
14. Django!!! -Genwaku no Django-
15. Cyborg Dolly: Sora-mimi: Phantom

### Disco 3 (Edizione limitata)
1. Revolver
2. Rain
3. Bolero
4. Megami
5. Serenade -Itoshi no Umbrella-Sweety-
6. Nakayubi
7. Alive
8. Sid Vicious on the Beach
9. Girl -Shape2-
10. Zekkai
11. Warp Day
12. Limbo
13. Mona Lisa
14. Umbrella
15. Diabolo -Lucifer-